# 兼子由利子
兼子 由利子（かねこ ゆりこ、1964年5月28日 - ）は、日本の元女性声優。千葉県出身。81プロデュースに所属していた。

## 出演
太字はメインキャラクター。

### テレビアニメ
1988年
- それいけ!アンパンマン（ネコ美〈3代目〉、キイ子〈初代〉、イチゴちゃん〈初代〉、カッパくん〈2代目〉、コルクぼうや〈初代〉）

1991年
- おばけのホーリー（ホーリー）
- わたしとわたし ふたりのロッテ（モニカ）

1992年
- チロリン村物語（レモン夫人、コンキチ）

1994年
- おまかせスクラッパーズ（シェル、ワークボット、少女）
- ゴールFH（宮本拓也）
- モンタナ・ジョーンズ

1995年
- アリス探偵局（松尾ノ芭蕉）
- ヤンボウ ニンボウ トンボウ（王子）

1990年
- 海だ!船出だ!にこにこぷん（クジラ）

### 吹き替え
- ガジェット警部
- 西遊記 孫悟空対白骨婦人（小猿3）
- 13日の金曜日
- バイカーマイス
- フルハウス（アマンダ、レニー）

### 人形劇
- あつまれ!じゃんけんぽん（トッポ、ルーイ）

### カセット
- 三姉妹探偵団

### コンピューターゲーム
- TIZ -Tokyo Insect Zoo-（1996年、オトシブミ）

### その他コンテンツ
- ひとりでできるもん!（キッチン）
- まんがで読む古典 徒然草